# Juan de Flandes
Pour les articles homonymes, voir Flandes (homonymie).
Juan de Flandes, ou Jean de Flandres, est le surnom d'un peintre de la fin du XVe et du début du XVIe siècle appartenant au courant de l'art hispano-flamand.

## Éléments biographiques
Juan de Flandes est né vers 1460 dans les Flandres. Son nom réel n'est pas connu, et sa vie est connue essentiellement par le biais de son œuvre de peintre et des commandes qu'il exécute. 
Le 27 octobre 1496, il devient peintre de la reine Isabelle Ire de Castille, dite « Isabelle la Catholique ». Il œuvre à sa cour, avec Michel Sittow, jusqu'à la mort de celle-ci en 1504. Il réalise plusieurs portraits, ainsi qu'un polyptyque pour l'oratoire de la reine.
Il reste ensuite en Castille (contrairement à Sittow), exécutant notamment des commandes de retables : il travaille ainsi en 1505 pour la chapelle de l'université de Salamanque. À partir de 1508 ou 1509, il est à Palencia, où il exécute les retables majeurs de l'église Saint-Lazare (aujourd'hui démembré) et de la cathédrale, toujours en place sauf la Crucifixion centrale, peut-être son œuvre la plus célèbre, aujourd'hui au Musée du Prado.
Il meurt en 1519 à Palencia.

## Œuvres

### Portraits
- 1496 : Catherine d'Aragon infante, huile sur bois, 31,5 x 21,7 cm, Musée Thyssen-Bornemisza, Madrid.
- 1500 : Jeanne de Castille, huile sur bois, 29,5 x 19,3 cm, Kunsthistorisches Museum, Vienne.
- 1500 : Philippe Ier le Beau, huile sur bois, 30 x 19,3 cm, Kunsthistorisches Museum, Vienne.
- 1500-1504 : Isabelle la Catholique, huile sur bois, 63 x 55 cm, Palais royal de Madrid.

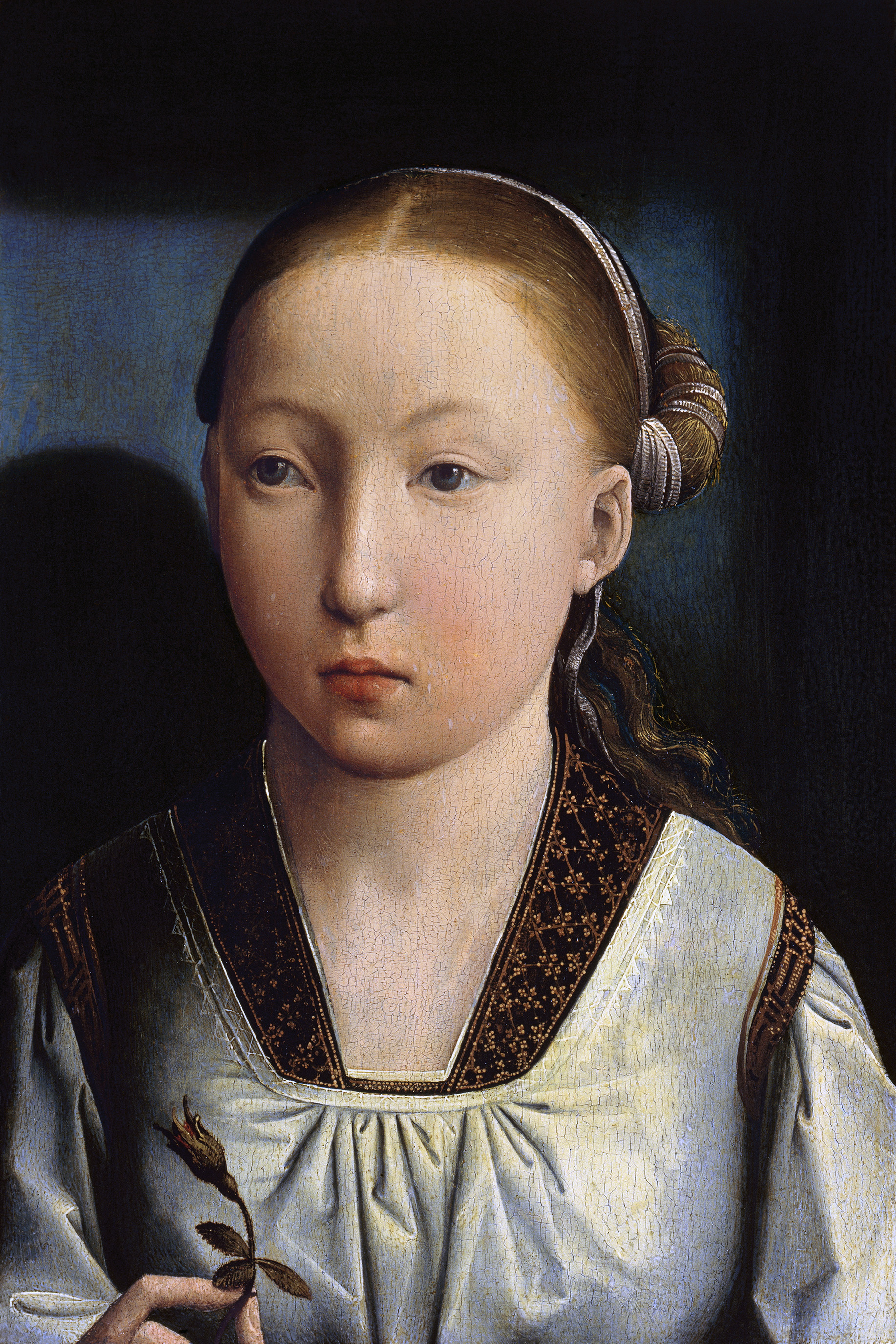
Catherine d'Aragon
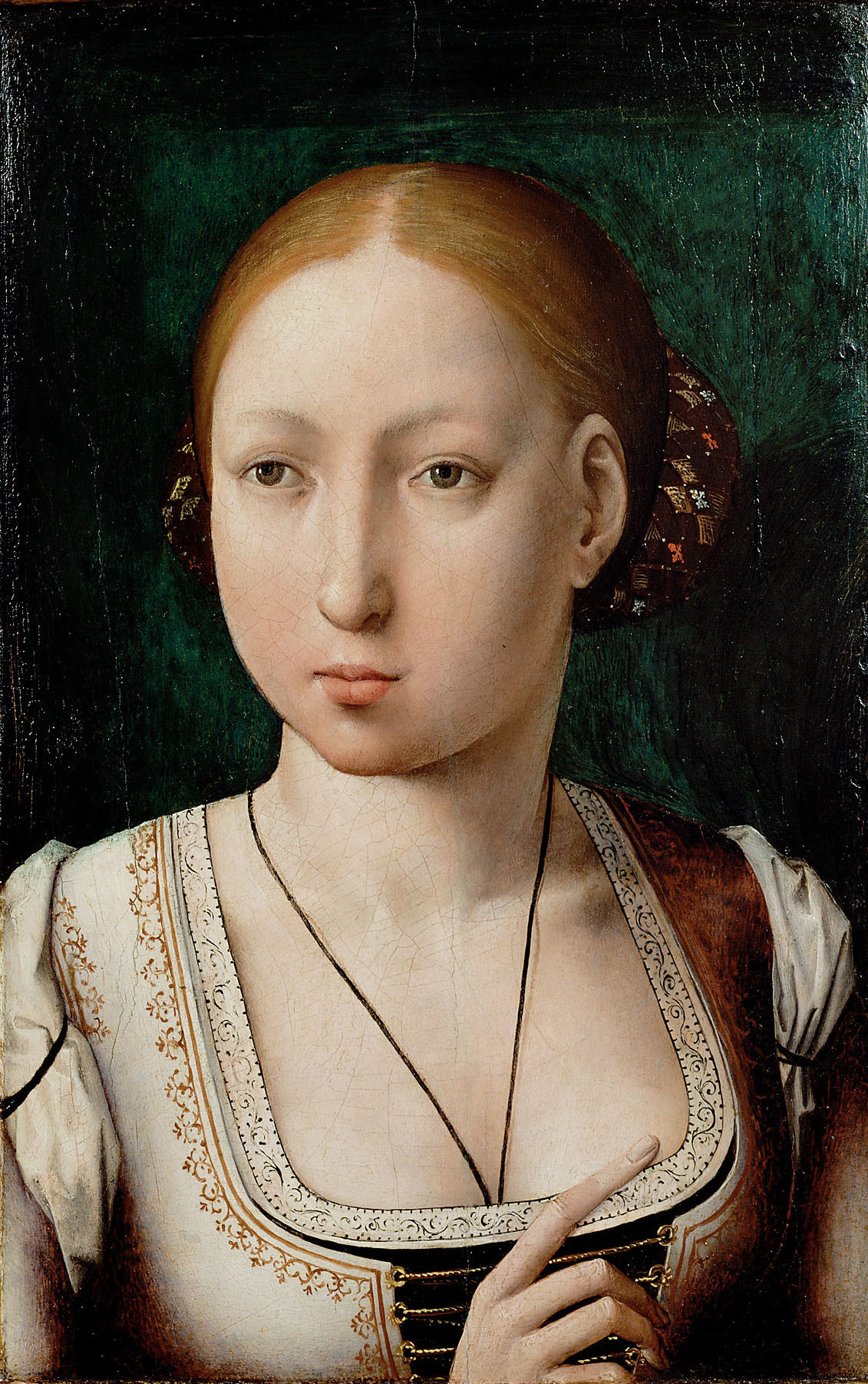
Jeanne de Castille
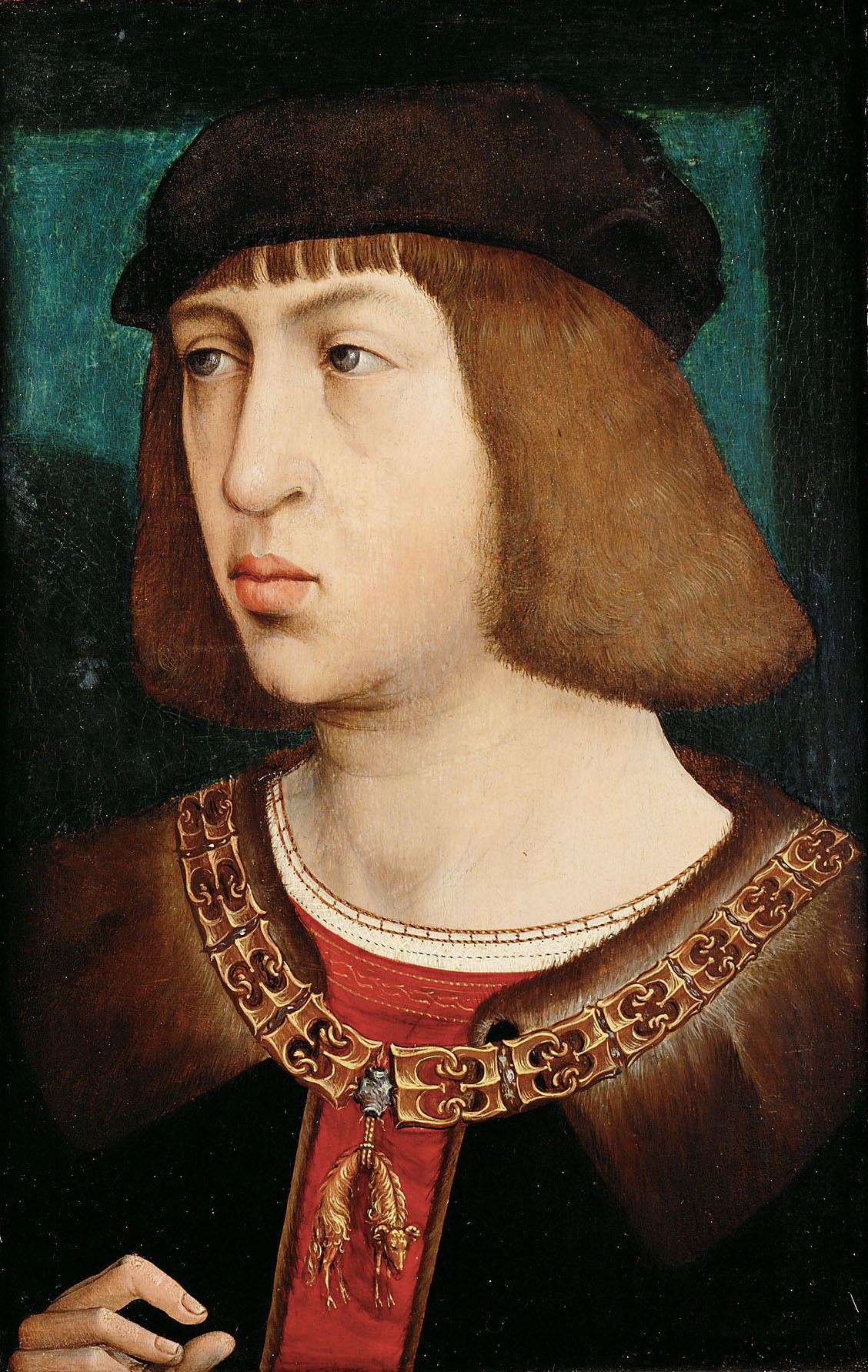
Philippe Ier de Castille
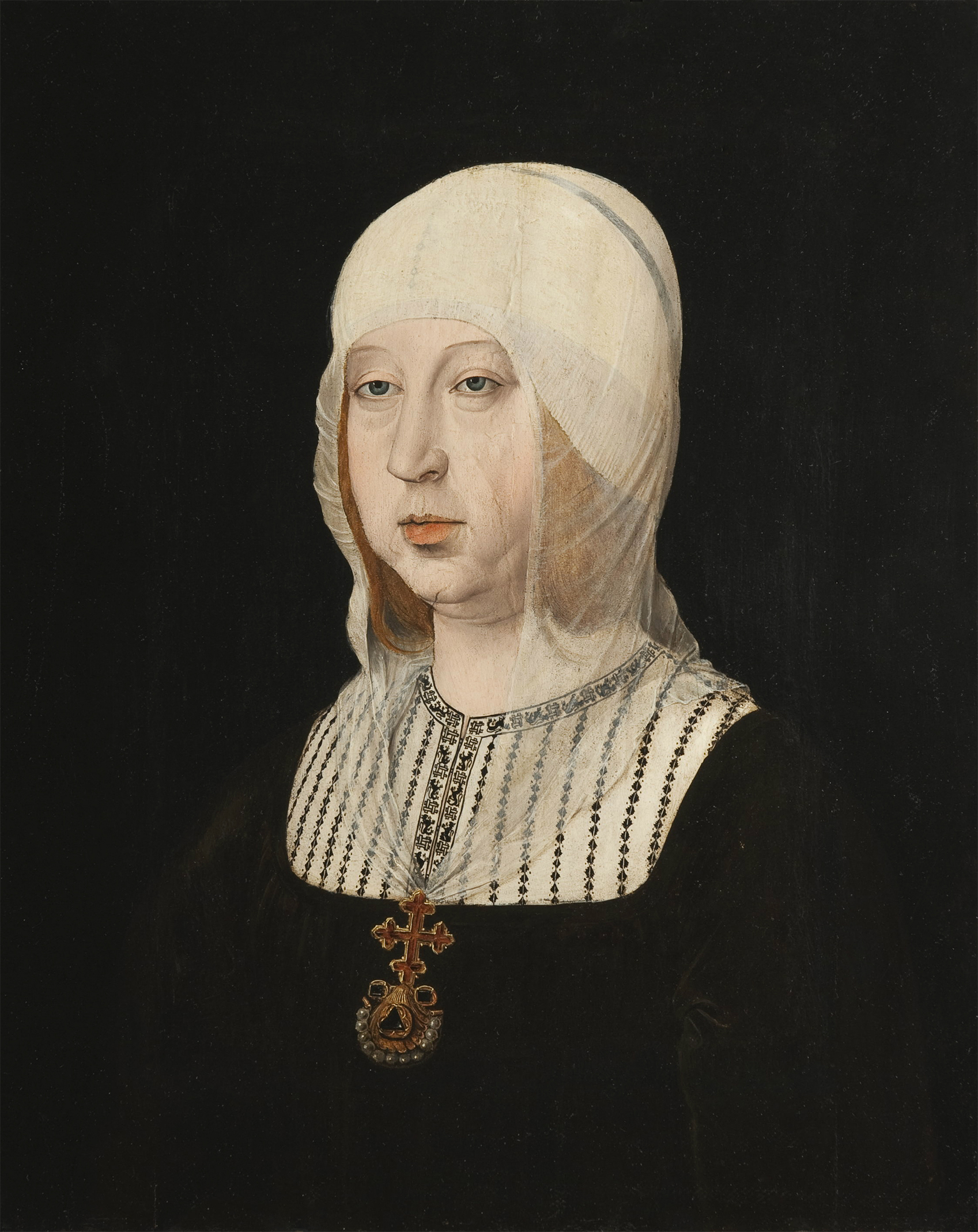
Isabelle de Castille, pour qui Juan de Flandes exécuta la plupart de ses œuvres

### Tableaux religieux
- 1496-1499 : Retable de saint Jean Baptiste pour la Chartreuse de Miraflores à Burgos. Démembré, 5 panneaux conservés, dont la Décollation du Musée d'art et d'histoire de Genève[3] (huile sur bois, 88 × 47 cm) et le Banquet d'Hérode du Musée Mayer van den Bergh d'Anvers
- 1496-1504 : Polyptyque d'Isabelle la Catholique, en collaboration avec Michel Sittow. 47 panneaux dont 27 ou 28 sont encore connus : 15 au Palais royal de Madrid, 2 au Musée d'histoire de l'art de Vienne, 2 à la National Gallery de Londres, 1 à la Gemäldegalerie (Berlin), 1 à la National Gallery of Art de Washington, 1 au Metropolitan Museum of Art de New York... Le Musée du Louvre conserve deux panneaux : Le Christ et la Samaritaine[4] (huile sur bois, 24 x 17,5 cm) par Juan de Flandes et Le Couronnement de la Vierge[5] par Michel Sittow.
- 1500 : Lamentation sur le Christ mort, huile sur bois, 23 x 30 cm, Musée Thyssen-Bornemisza, Madrid.
- 1504 : Saintes Apolline et Madeleine, Musée de l'Université de Salamanque.
- 1505-1506 : Triptyque de saint Michel, chapitre de la cathédrale de Salamanque[6].
- 1505-1509 : Saints Michel et François, Metropolitan Museum of Art, New York.
- 1507 : Saint Jacques pèlerin, huile sur bois, 49 x 37 cm, Musée du Prado, Madrid.
- 1508 : Résurrection du Christ, Musée Soumaya, Mexico.
- 1508-1519 : Retable de l'église Saint-Lazare de Palencia. 4 panneaux au Musée du Prado, Madrid ; 4 à la National Gallery of Art, Washington.
- 1509-1519 : Retable de la cathédrale de Palencia. Crucifixion, huile sur bois, 123 × 169 cm, au Musée du Prado, Madrid.

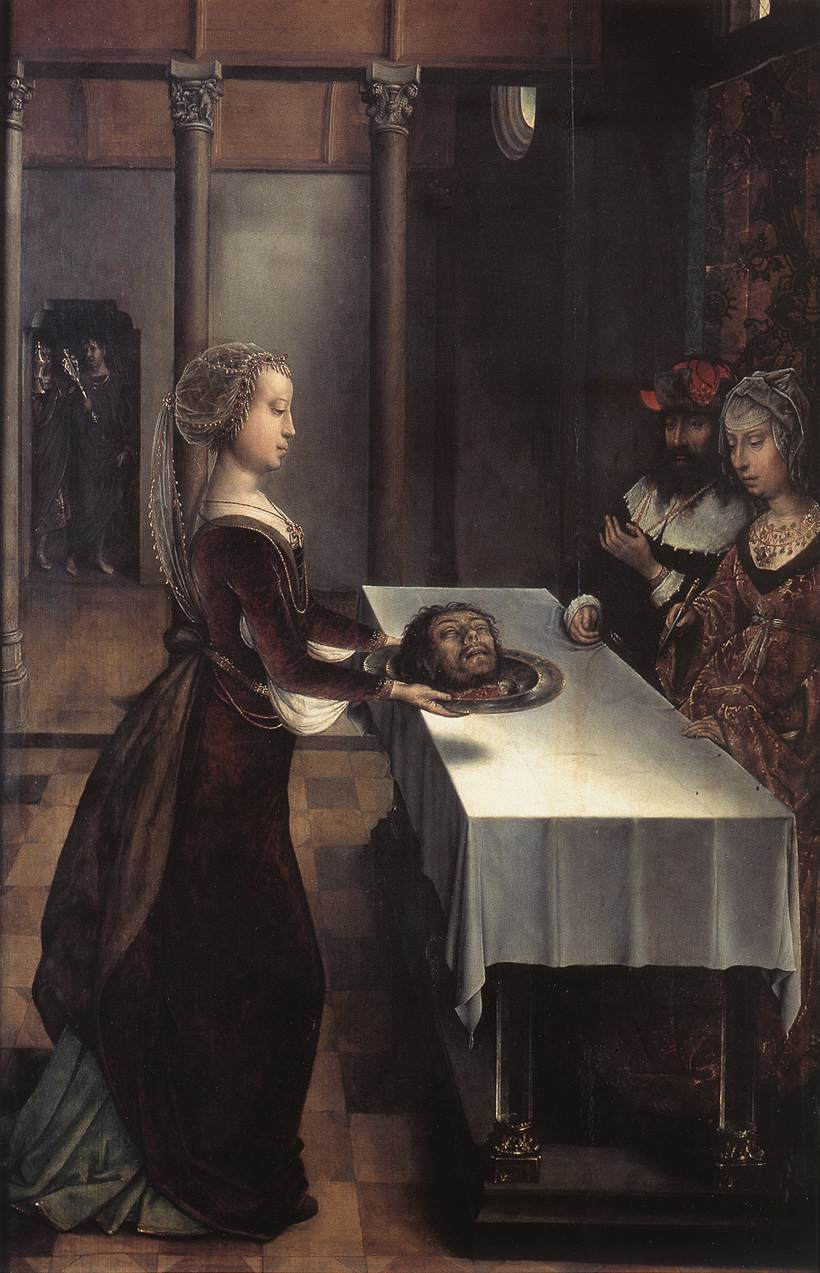
Banquet d'Hérode (Retable de saint Jean Baptiste)
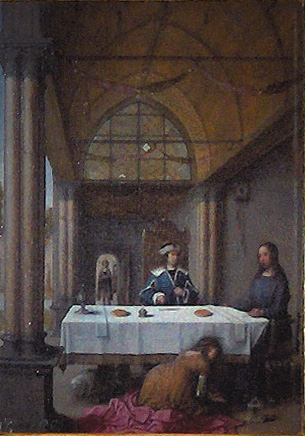
Repas dans la maison de Simon le Pharisien (Polyptyque d'Isabelle la Catholique)
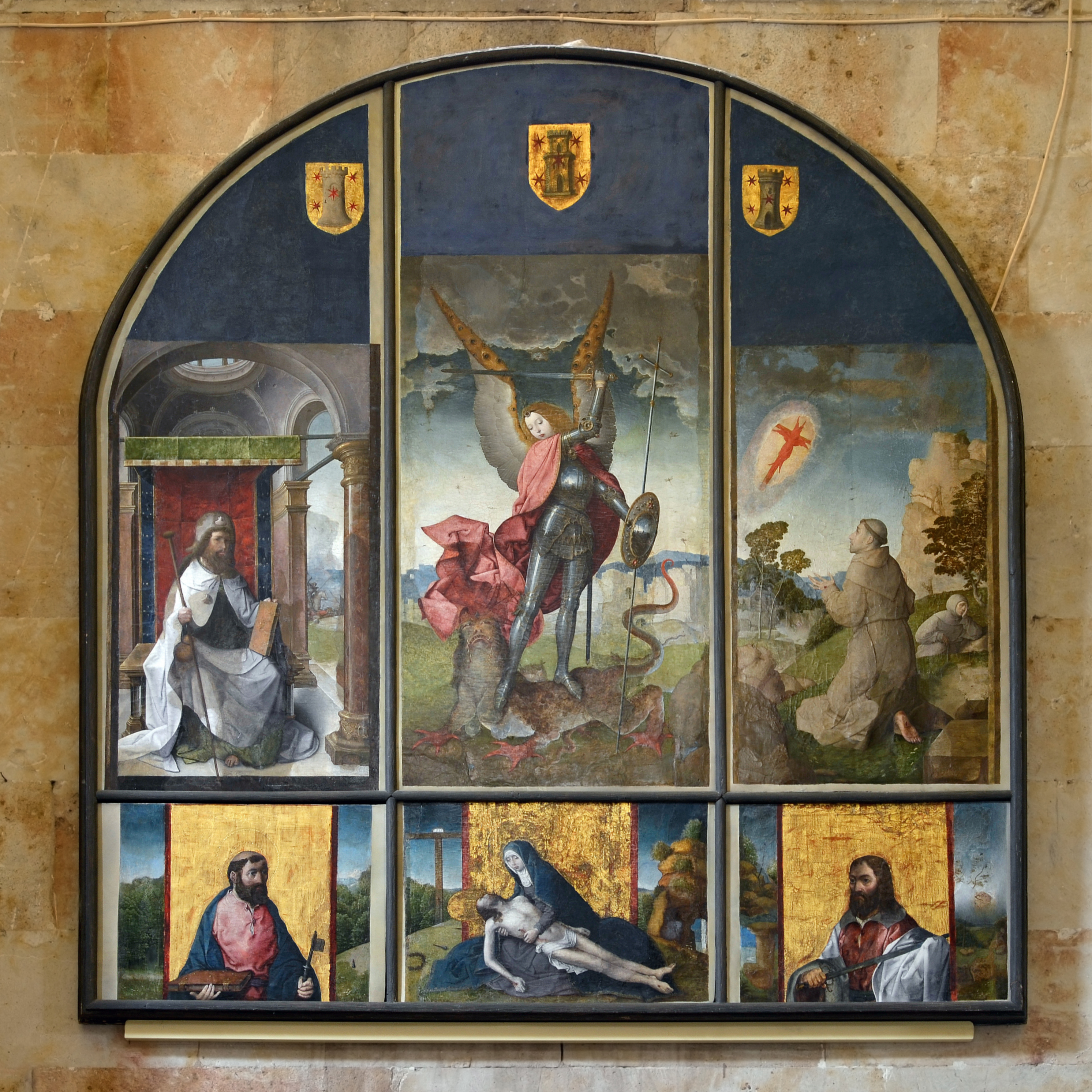
Triptyque de saint Michel
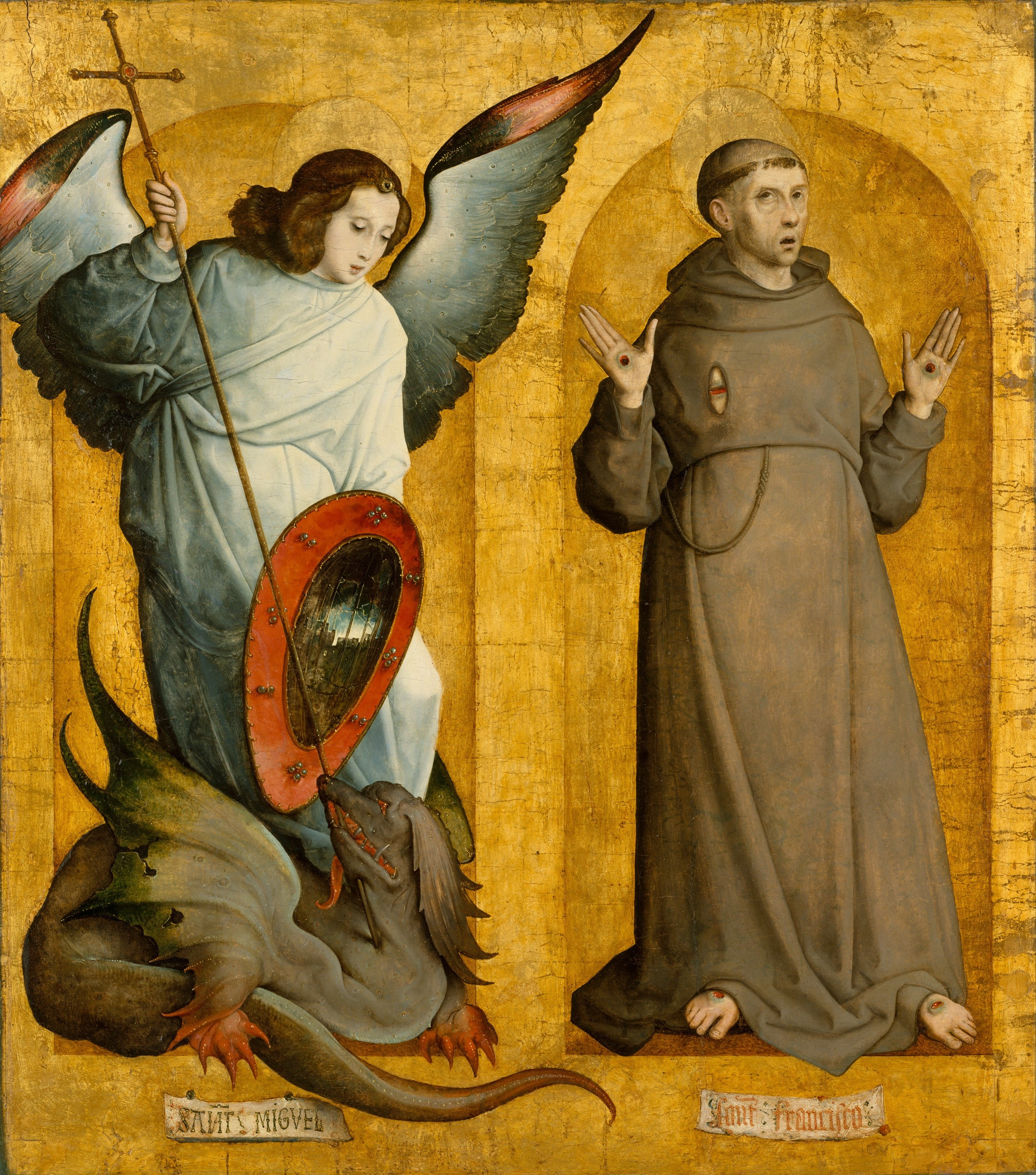
L'Archange saint Michel et saint François d'Assise
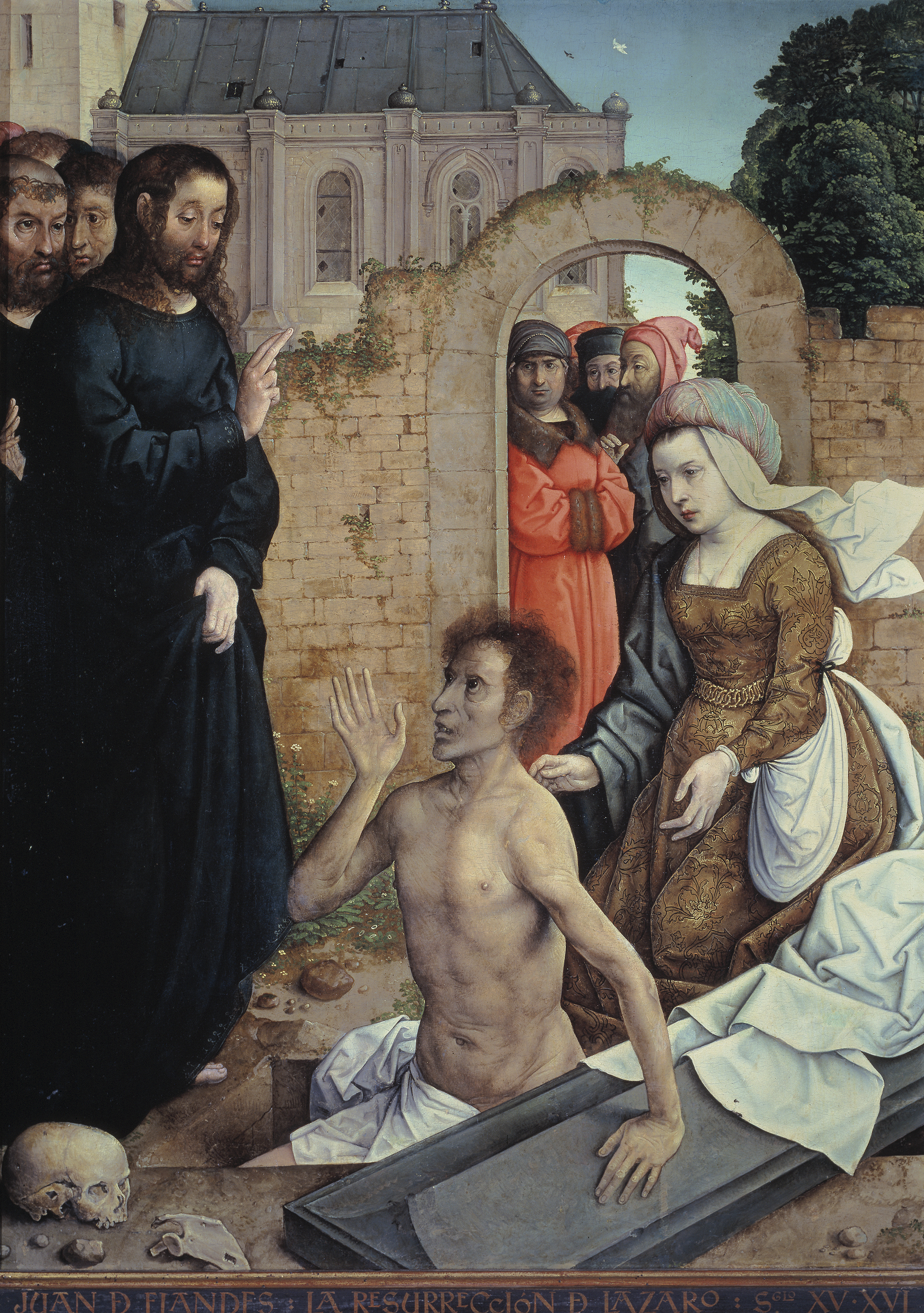
Résurrection de Lazare (Retable de l'église Saint-Lazare de Palencia)
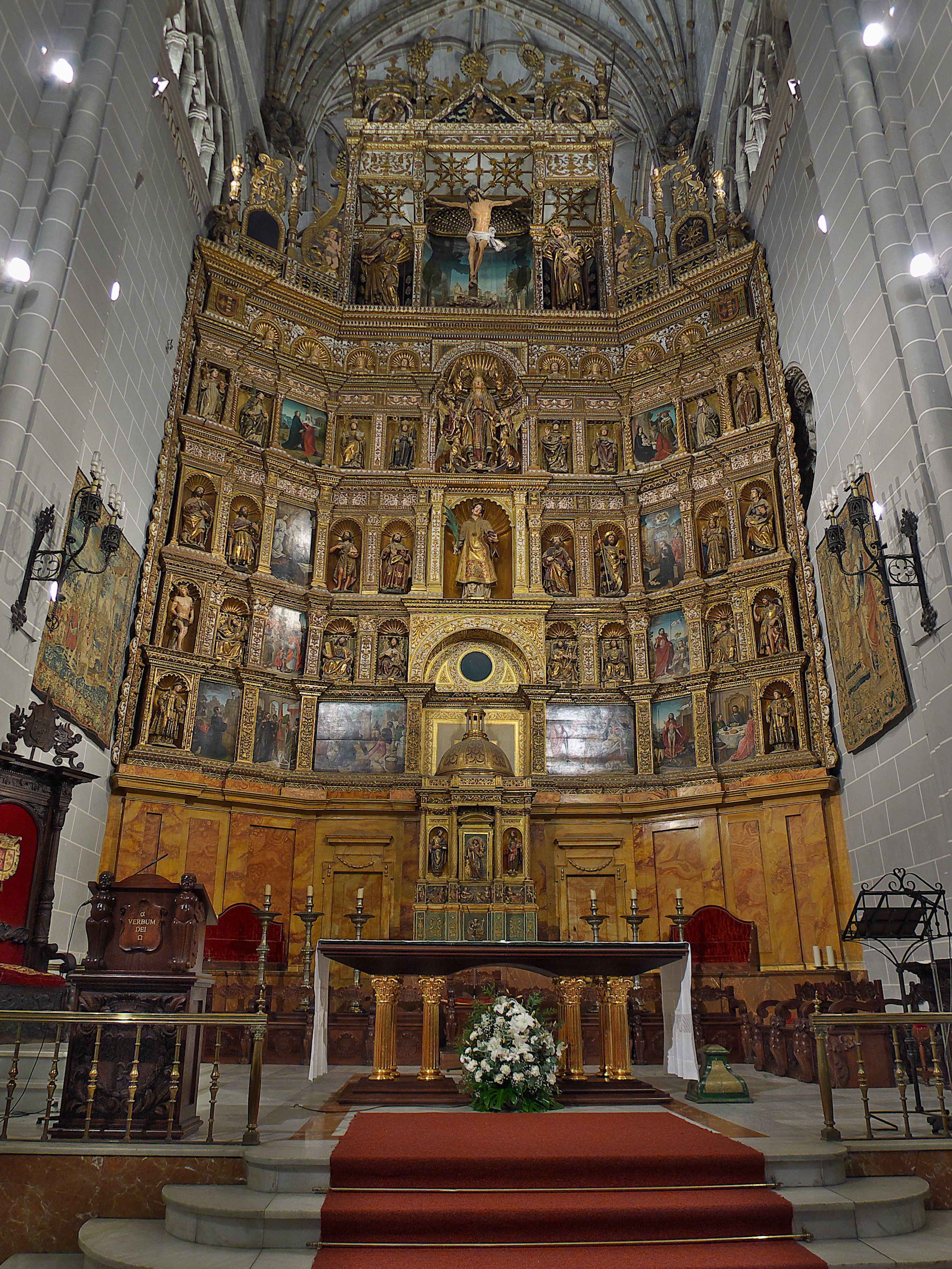
Retable de la cathédrale de Palencia
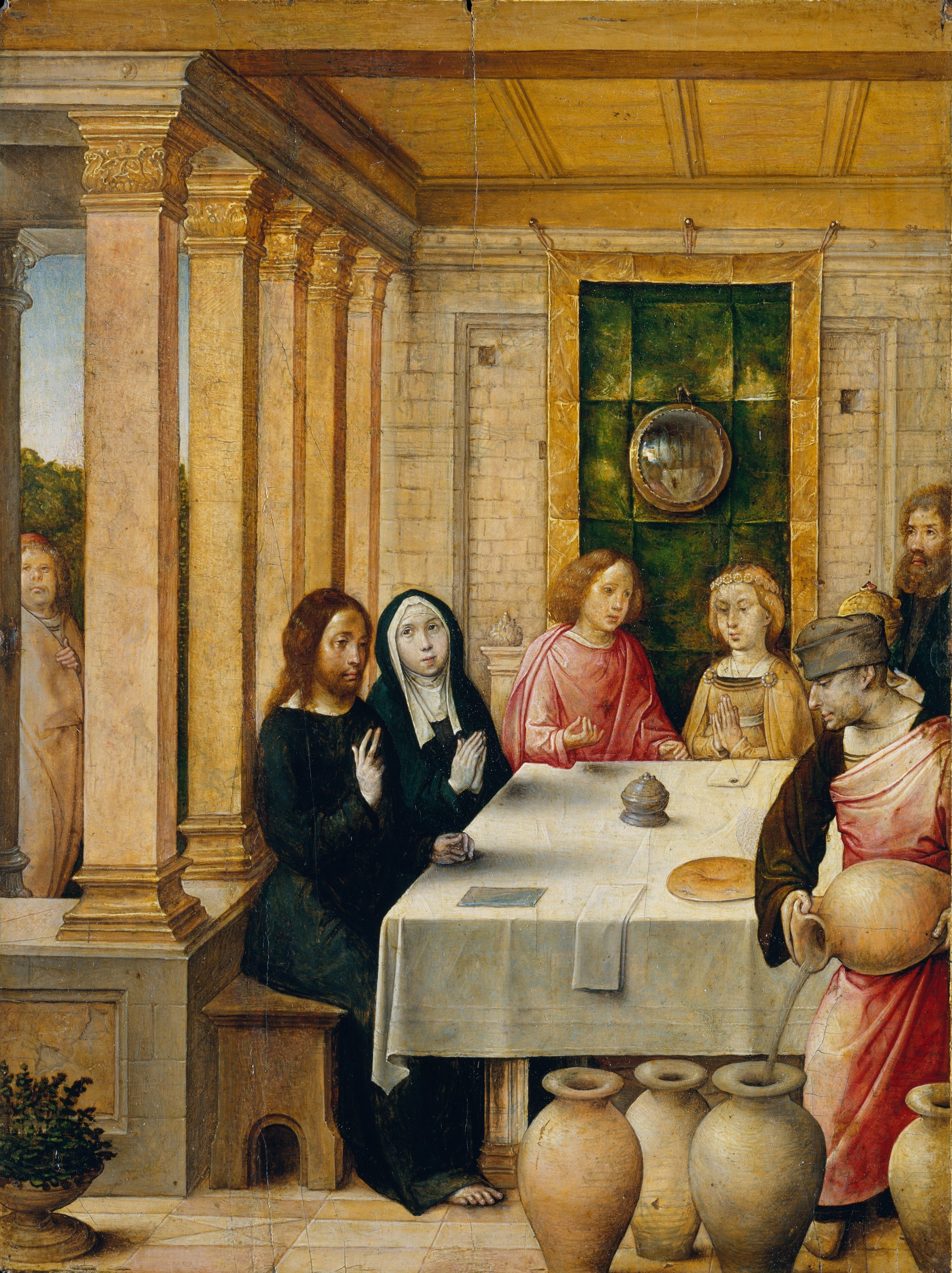
Les Noces de Cana
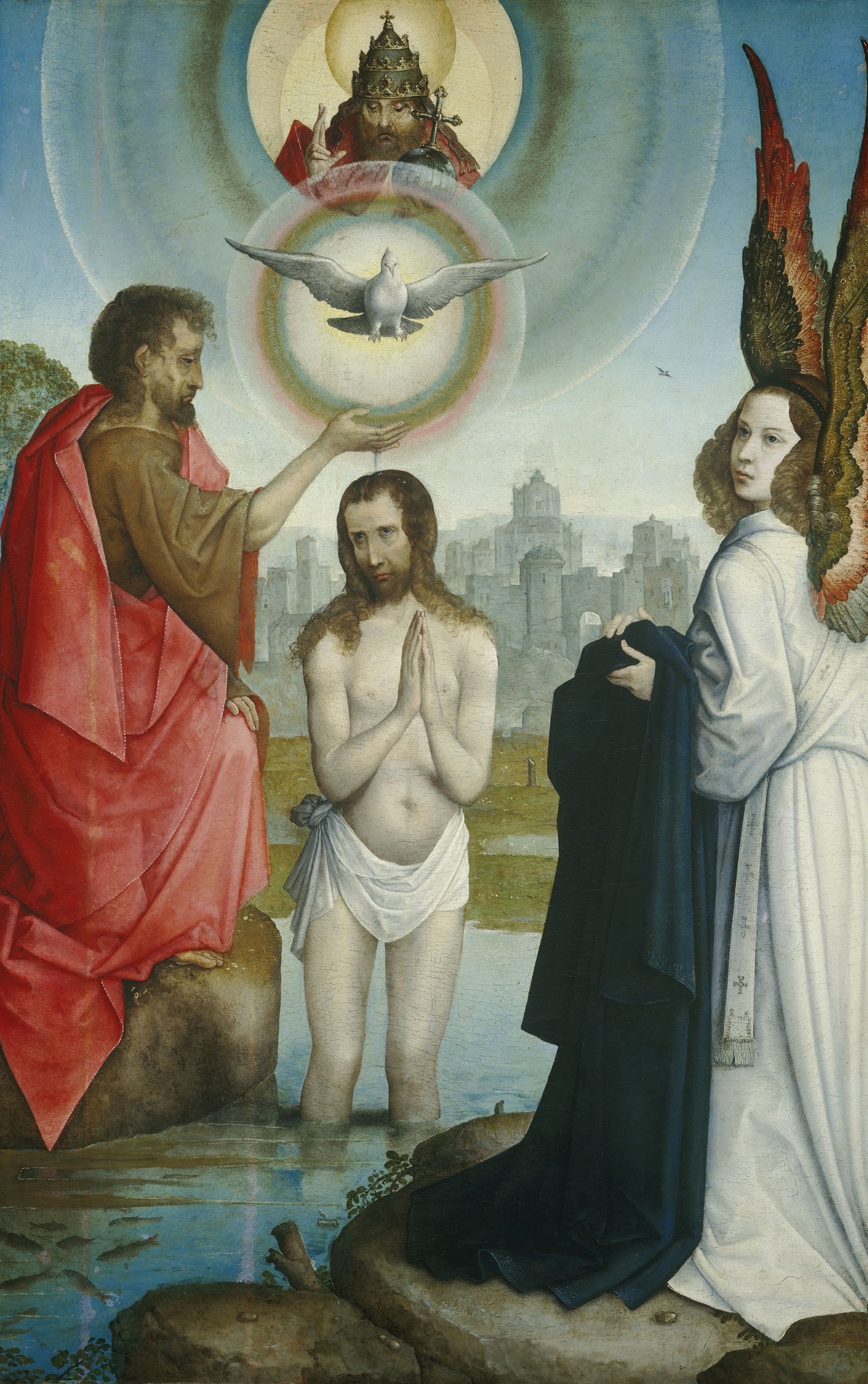
Le Baptême du Christ
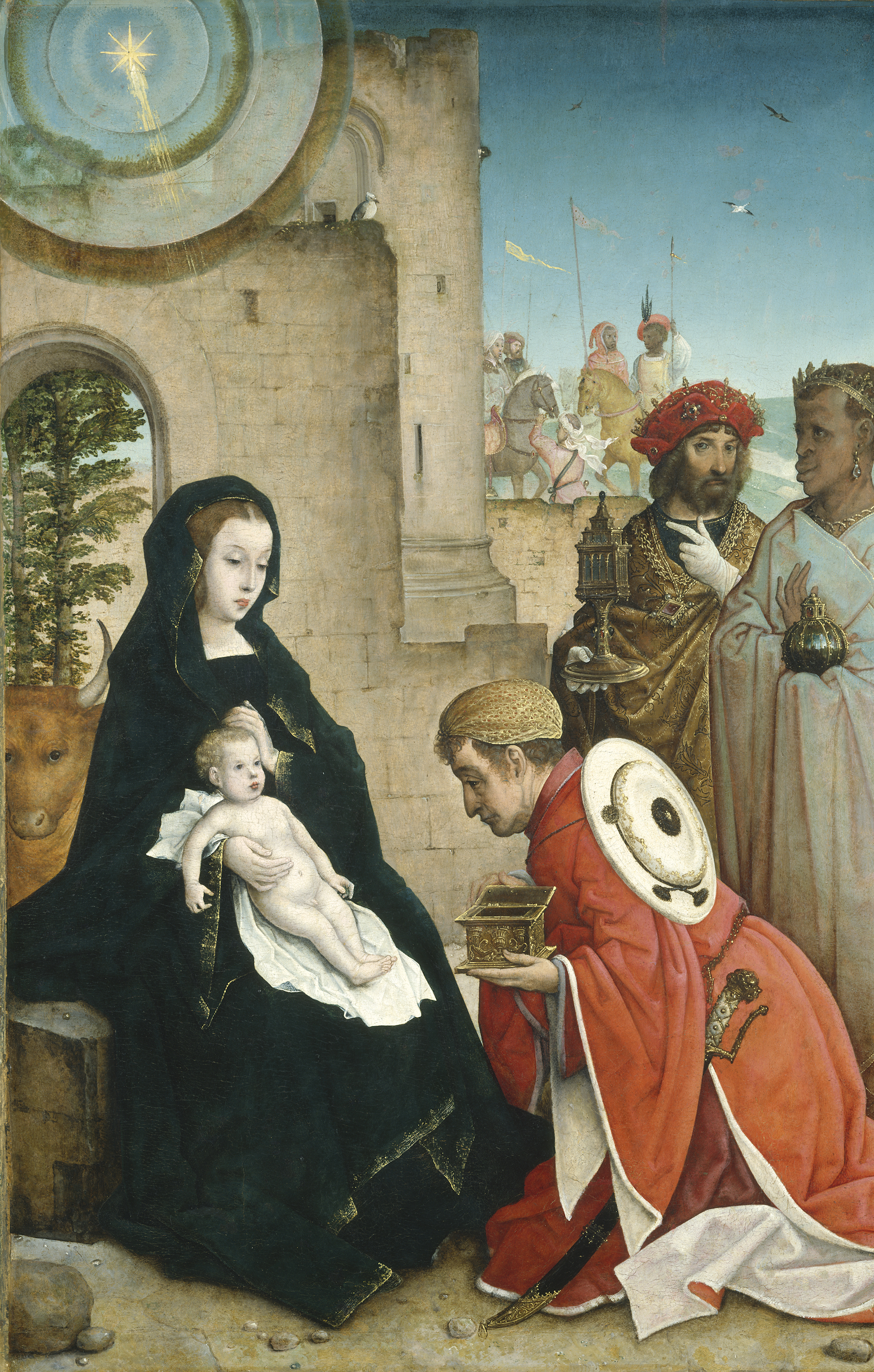
L'Adoration des mages
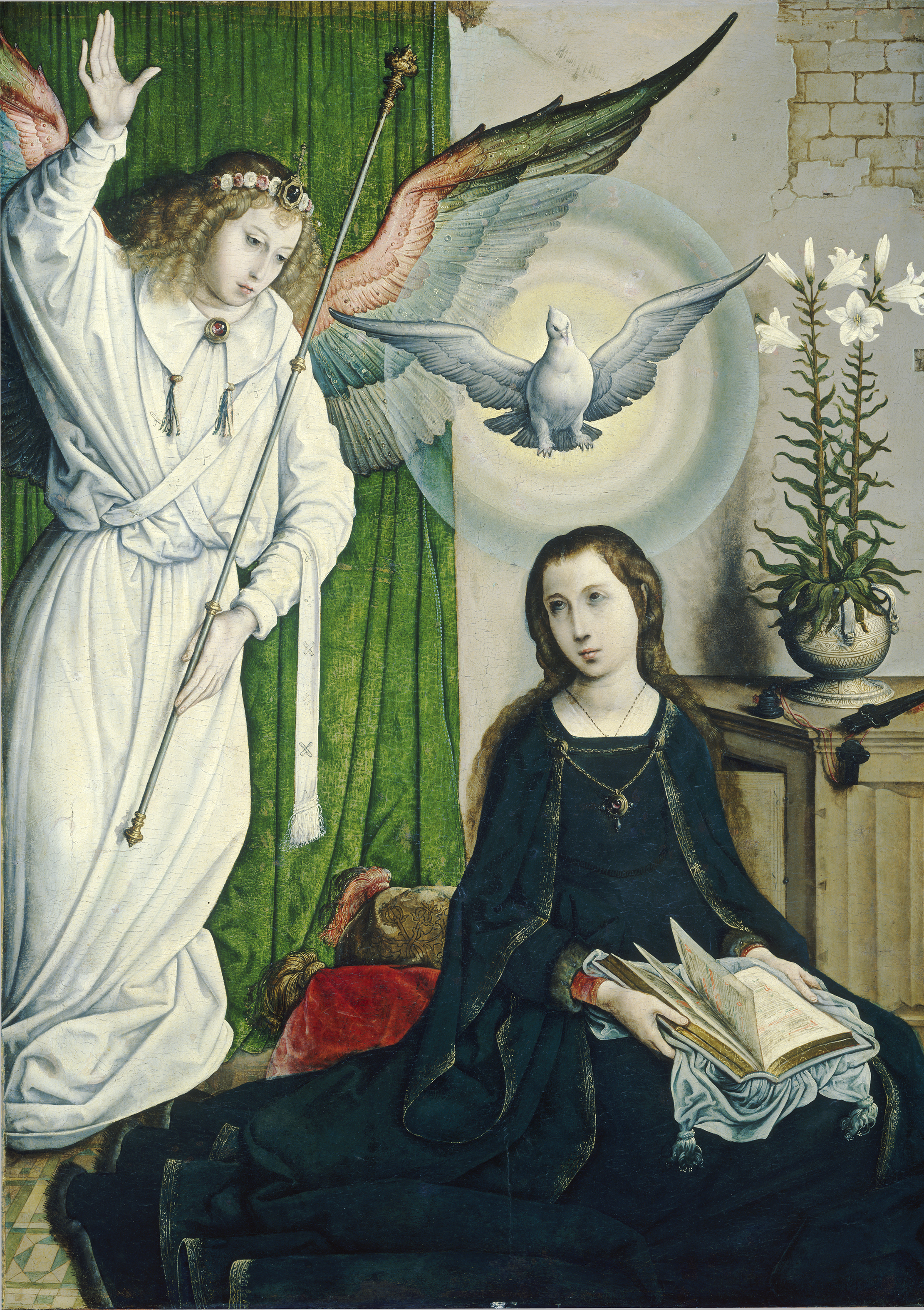
L'Annonciation
Sainte Apolonie et sainte Marie Madeleine